# Theológos (ort i Grekland, Grekiska fastlandet)
Theológos (Theologos) är en ort i Grekland.   Den ligger i prefekturen Fthiotis och regionen Grekiska fastlandet, i den centrala delen av landet, 90 km nordväst om huvudstaden Aten. Theológos ligger 22 meter över havet och antalet invånare är 499.
Terrängen runt Theológos är kuperad söderut, men åt nordväst är den platt. Havet är nära Theológos norrut. Runt Theológos är det ganska glesbefolkat, med 48 invånare per kvadratkilometer. Närmaste större samhälle är Malesína, 4,5 km sydost om Theológos. 